# Camillo Olivetti
Pour les articles homonymes, voir Olivetti (homonymie).

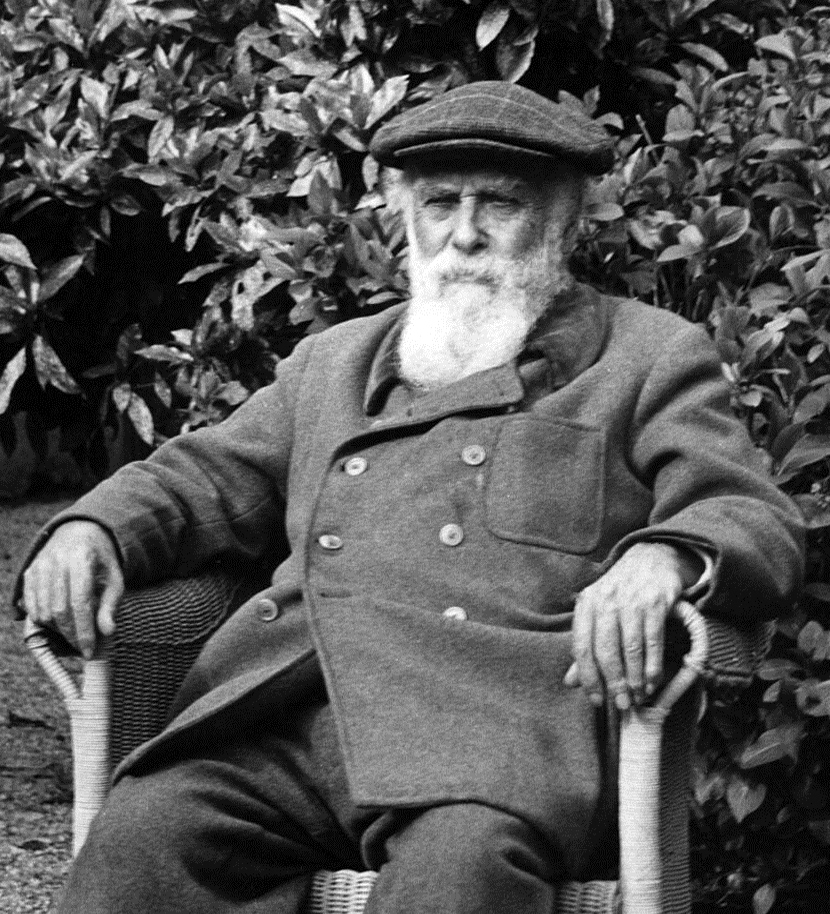
Camillo Olivetti.

Camillo Olivetti (Ivrée, 13 août 1868 – Biella, 4 décembre 1943) fut un ingénieur, dessinateur industriel et entrepreneur italien. Il fut le fondateur de la société italienne Olivetti.

## Biographie
Camillo Olivetti grandit dans une famille de la bourgeoisie juive de Turin. Il obtint un diplôme d'ingénierie à l'école polytechnique de Turin, après quoi il accompagna son professeur Galileo Ferraris aux États-Unis, où il fut assistant électrotechnique à l'Université Stanford en Californie. Sa correspondance des États-Unis a été publiée en 1968 sous le titre Lettere americane (en français : Lettres américaines).
De retour en Italie, il conçoit l'idée de fonder une entreprise pour la production d'instruments de mesure électrique. C'est ainsi que naitra à Ivrée en 1896 la C.G.S. qui déménagera ensuite à Milan en 1904.

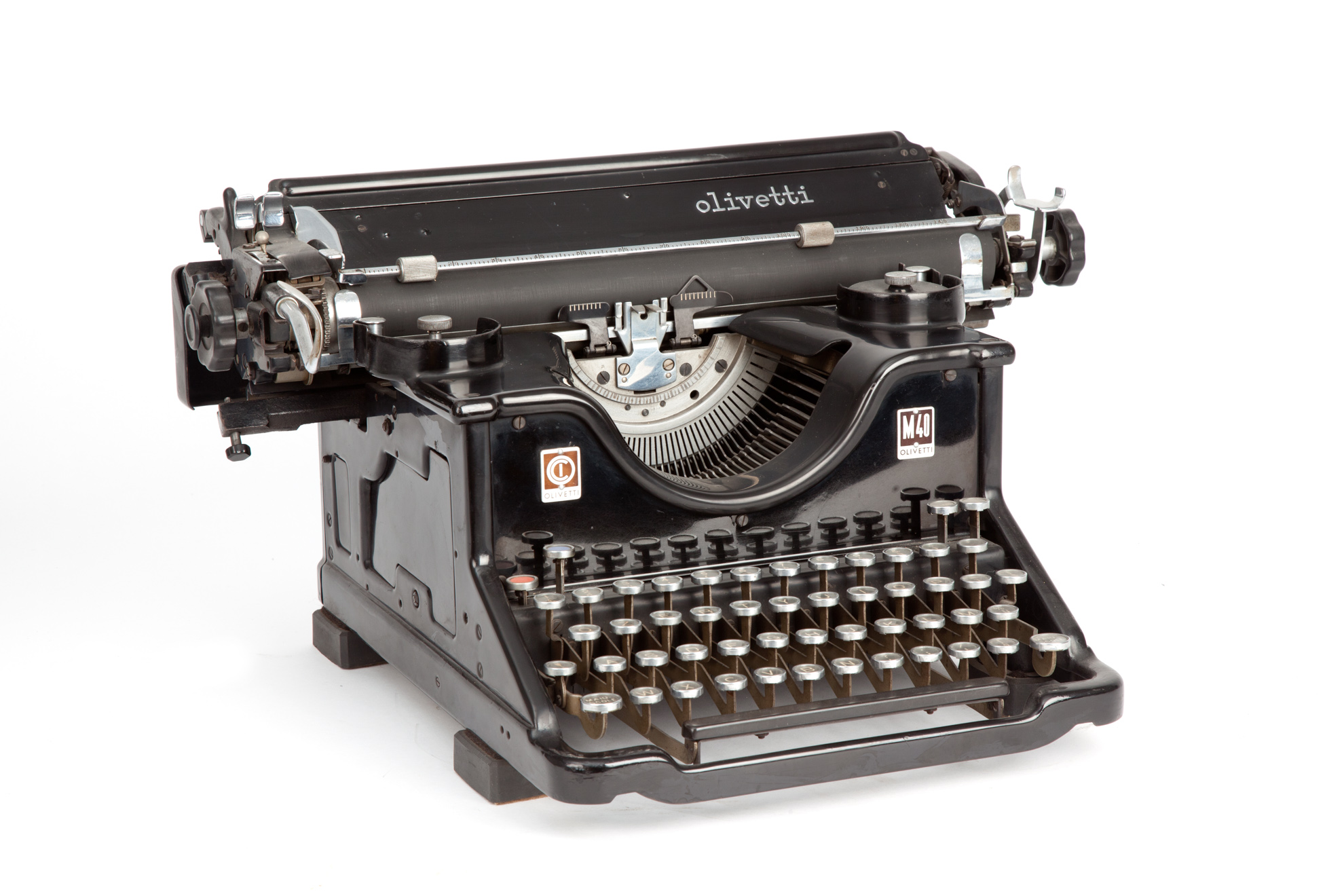
Machine à écrire Olivetti M40 (1930), par Camillo Olivetti (Museo nazionale della scienza e della tecnologia Leonardo da Vinci, Milan).

En 1908, il fonde à Ivrée la première fabrique italienne de machines à écrire qui porte son nom. Le premier modèle de machine, nommé Olivetti M1, fut entièrement conçu par lui, en plus de quelques appareils utilisés pour la production des pièces composantes.
L'usine se développa rapidement. S'assurant de sélectionner, former et valoriser des employés talentueux, il choisit les meilleurs parmi eux pour contribuer au succès de l'entreprise. Durant les années 1920, il augmenta la capacité de production de l'usine grâce à la création d'une fonderie ainsi que par l'établissement des Ateliers mécanique Olivetti (en italien Officine meccanica olivetti) pour la production de machines-outils. Il forma également le premier noyau de son équipe de recherche et développement. Au début des années 1930, il renforce son système de distribution à l'extérieur de l'Italie. À partir de 1933, il se retira progressivement pour laisser son fils Adriano prendre la direction de l'entreprise.
Politiquement, il était socialiste et ami de Filippo Turati, un avocat, politicien et journaliste socialiste lui-aussi. Avant l'arrivée du régime fasciste, il finança la distribution de plusieurs périodiques de débats politiques, écrivant lui-même un certain nombre d'articles pour ceux-ci.
Le 4 décembre 1943, il décède à l'hôpital de Biella, ville où il fut contraint de se réfugier pour échapper aux lois haineuses promulguées par le régime fasciste.
À ses funérailles, on retrouvera une grande quantité d'ouvriers, ceux-ci ayant spontanément choisit de défier la surveillance du gouvernement pour lui rendre un dernier hommage.
Reconnu comme un entrepreneur courageux qui sut créer une usine et la transformer en entreprise majeure sur les marchés internationaux, il est devenu un symbole pour sa ville natale.

## Dans la culture populaire
En 1996, Laura Curino et Gabriele Vacis ont savamment évoqué sa figure dans un monologue théâtral et télévisuel intitulé Olivetti - Camillo: Alle radici di un sogno (en français : Aux racines d'un rêve).
La fontaine Camillo Olivetti, à Ivrée, lui est dédiée.

## Sources
- (it) Cet article est partiellement ou en totalité issu de l’article de Wikipédia en italien intitulé « Camillo Olivetti » (voir la liste des auteurs).